# Ribeirão do Turvo
O ribeirão do Turvo é um curso de água do estado de Minas Gerais, Região Sudeste do Brasil. Nasce em Alvinópolis, próximo à divisa com Mariana, e deságua na margem direita do rio Piracicaba no município de Rio Piracicaba.